# Felix Friedl
Felix Friedl (* 24. Juni 1996 in Bruck an der Mur) ist ein österreichischer Beachvolleyballspieler.

## Karriere
Friedl spielte im Nachwuchs der Hotvolleys Wien zunächst Hallen-Volleyball. Seine ersten nationalen Beachvolleyball-Turniere absolvierte er 2014 und 2015 bis Lucas Skrabal. Mit Moritz Pristauz wurde er Siebzehnter der U20-Europameisterschaft 2015 in Larnaka und Neunter der U21-WM 2016 in Luzern. Mit Florian Schnetzer belegte er den 21. Platz beim CEV-Masters 2015 in Mailand und den 33. Platz bei den Cincinnati Open bei der FIVB World Tour.
Ab Juni 2016 spielte er wieder mit Skrabal, u. a. bei den MEVZA-Turnieren in Ičići und Prag. Die World Tour 2017 begannen sie mit einem fünften Platz in Shepparton. Bei der U22-EM in Baden erreichten sie den 25. Platz, beim CEV-Satellite in Jantarny und beim MEVZA-Turnier in Portorož kamen sie auf den 21. und 13. Rang. National spielte Friedl in dem Jahr mit wechselnden Partnern und schaffte mehrere Top-Ten-Ergebnisse.
2018 bildete Friedl ein neues Duo mit Maximilian Trummer. Trummer/Friedl erreichten im ersten gemeinsamen Jahr auf der FIVB World Tour unter anderem zwei fünfte Plätze bei den 1-Stern-Turnieren in Manila und Poreč. Friedl spielte mit Alexander Huber außerdem das 2-Sterne-Turnier in Singapur. Bei der Studierenden-Weltmeisterschaft in München verpassten Trummer/Friedl als Vierte knapp eine Medaille. Das gleiche Ergebnis gab es beim MEVZA-Turnier in Prag. National war der vierte Platz in Wolfurt das beste Ergebnis der Saison.
2019 spielte Friedl nach dem frühen Aus in Sydney (3 Sterne) mit Simon Frühbauer und wurde Neunter in Siem Reap (2 Sterne), Fünfter beim nationalen Turnier in Wallsee und Siebzehnter in Qidong. Trummer/Friedl wurden Vierte beim 1-Stern-Turnieren in Ios. In Edmonton (3 Sterne) kamen sie auf den 25. Platz. National wurde Friedl mit Trummer in Graz Dritter und gewann mit Moritz Kindl das Turnier in St. Johann im Pongau. Bei der österreichischen Meisterschaft schieden Trummer/Friedl in der dritten Runde aus. Im Oktober spielten sie noch in Quinzhou und im November Friedl mit Arwin Kopschar in Tel Aviv-Jaffa.
Anfang 2020 kamen Trummer/Friedl auf den 25. Platz in Phnom Penh (2 Sterne). Bei den 1-Sterne-Turnieren in Ljubljana und Baden wurden sie Fünfte und Neunte. National erreichten sie nach dem neunten Platz in Wolfurt dieses Ergebnis auch mit dem Aus im Achtelfinale bei der nationalen Meisterschaft. Anfang 2021 kamen Trummer/Friedl bei der German Beach Trophy in Düsseldorf ins Playoff-Viertelfinale, das sie gegen John/Kulzer verloren.